# Belle-Hôtesse
Belle-Hôtesse est un sommet situé sur l'île de Basse-Terre en Guadeloupe. S'élevant à 774 mètres d'altitude, il se trouve sur le territoire de la commune de Pointe-Noire.
Belle-Hôtesse est connue pour la randonnée dite du « piton Baille-Argent ». 
À environ 1 km au nord-est du sommet de Belle-Hôtesse se trouve le refuge de Belle-Hôtesse, point de jonction de plusieurs randonnées dont le sentier de grande randonnée G1. 
Selon Jules Ballet (1896), « du sommet de Belle-Hôtesse il est possible de surplomber l'ensemble de la Guadeloupe ». 

## Géologie
Belle-Hôtesse correspond à la coulée volcanique très ancienne qui constitue le Dos d'Ane, le morne Goton, le morne Mazeau, la tête Allègre et le piton Baille-Argent. 

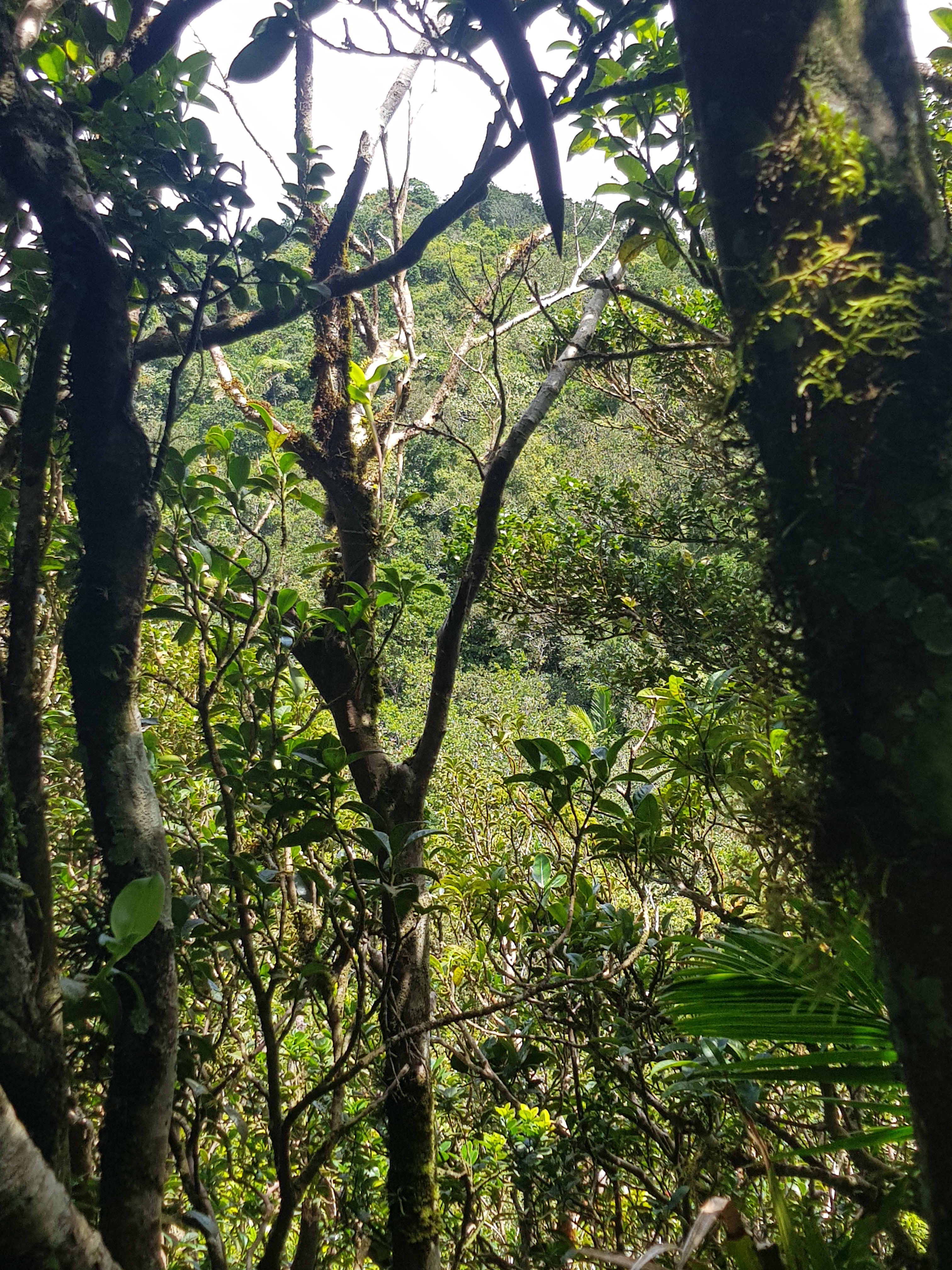
Montée vers Belle-Hôtesse.
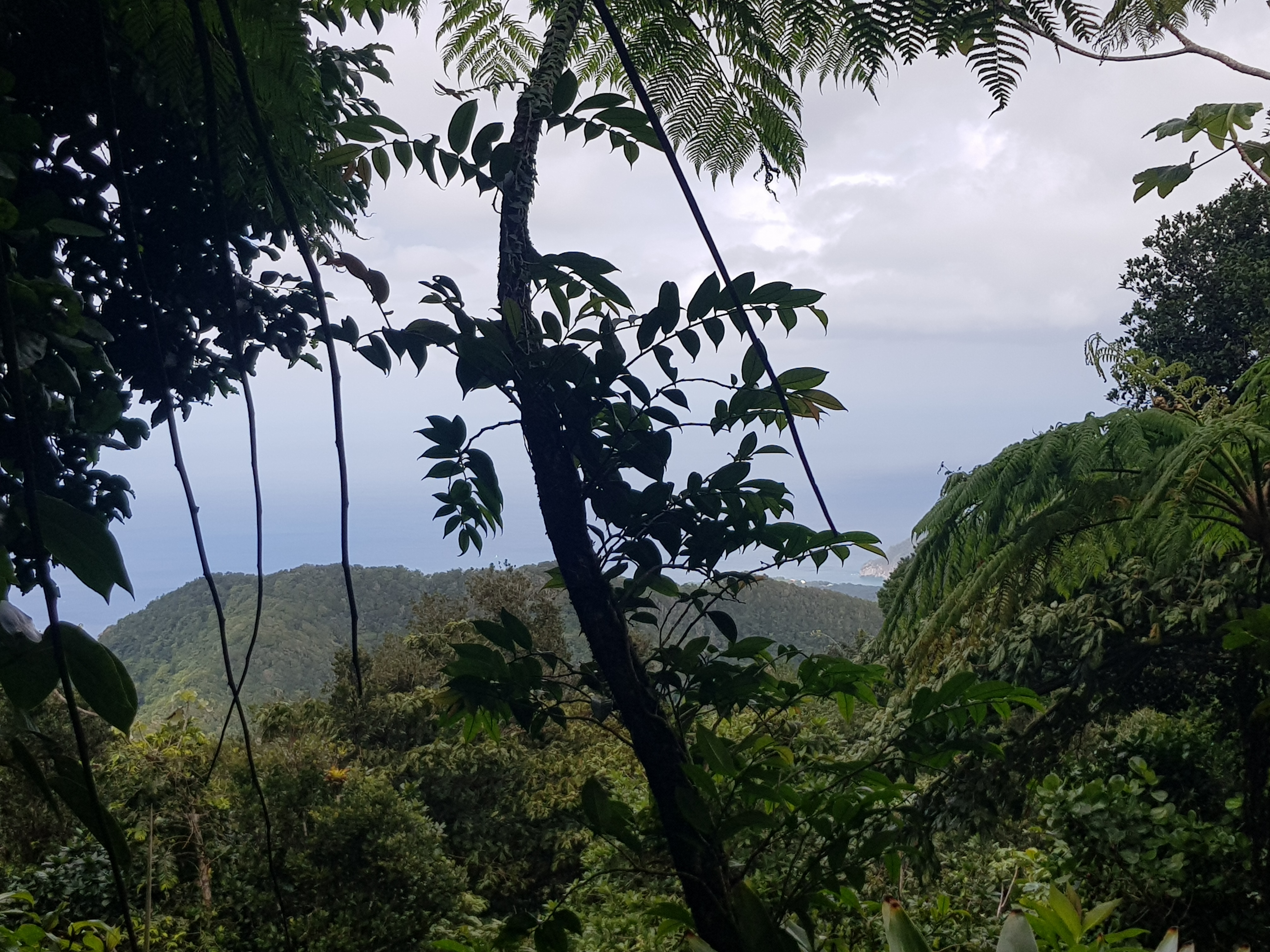
Vue à partir du haut de Belle-Hôtesse vers Ferry.
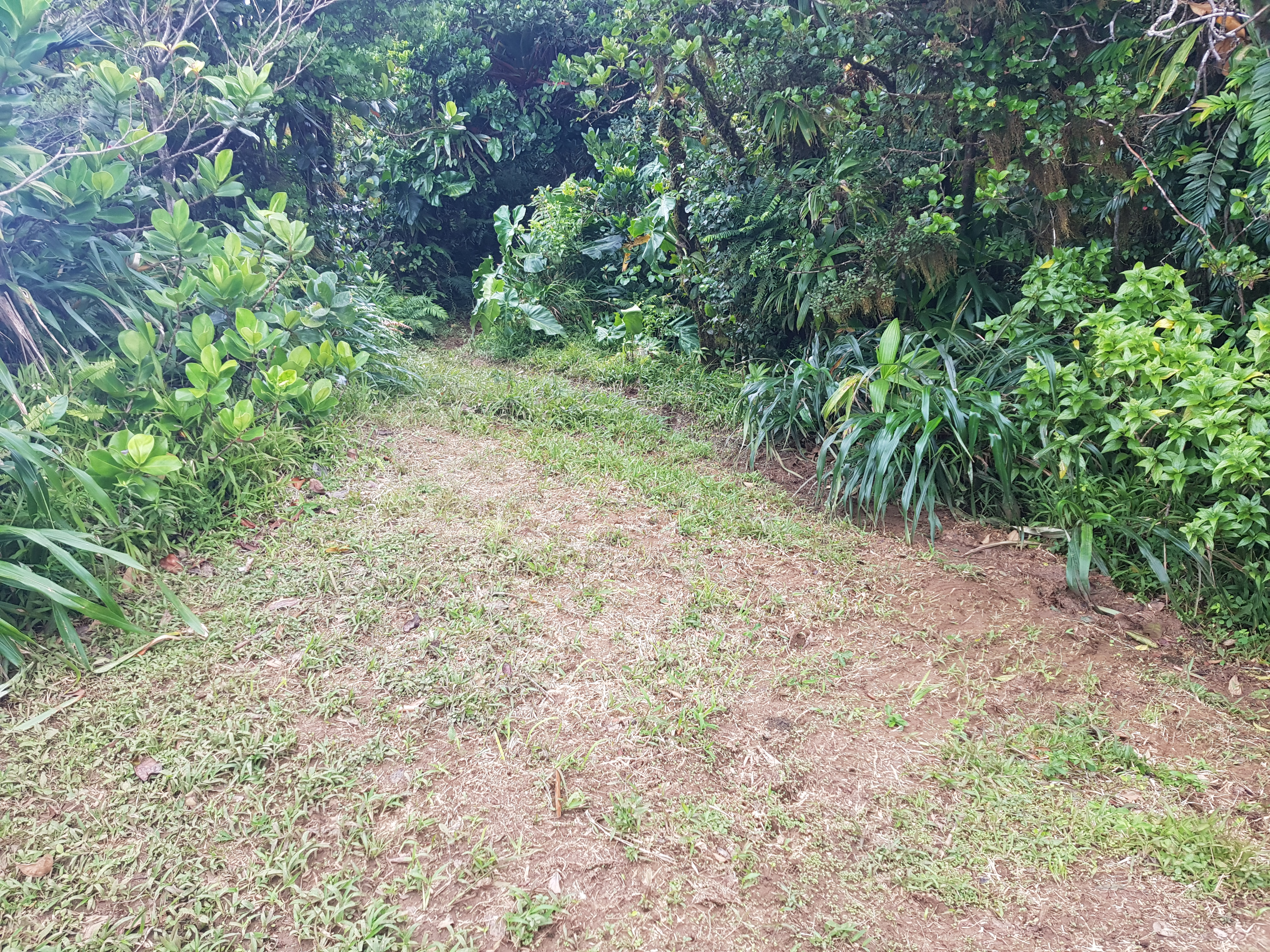
Sommet de Belle-Hôtesse.
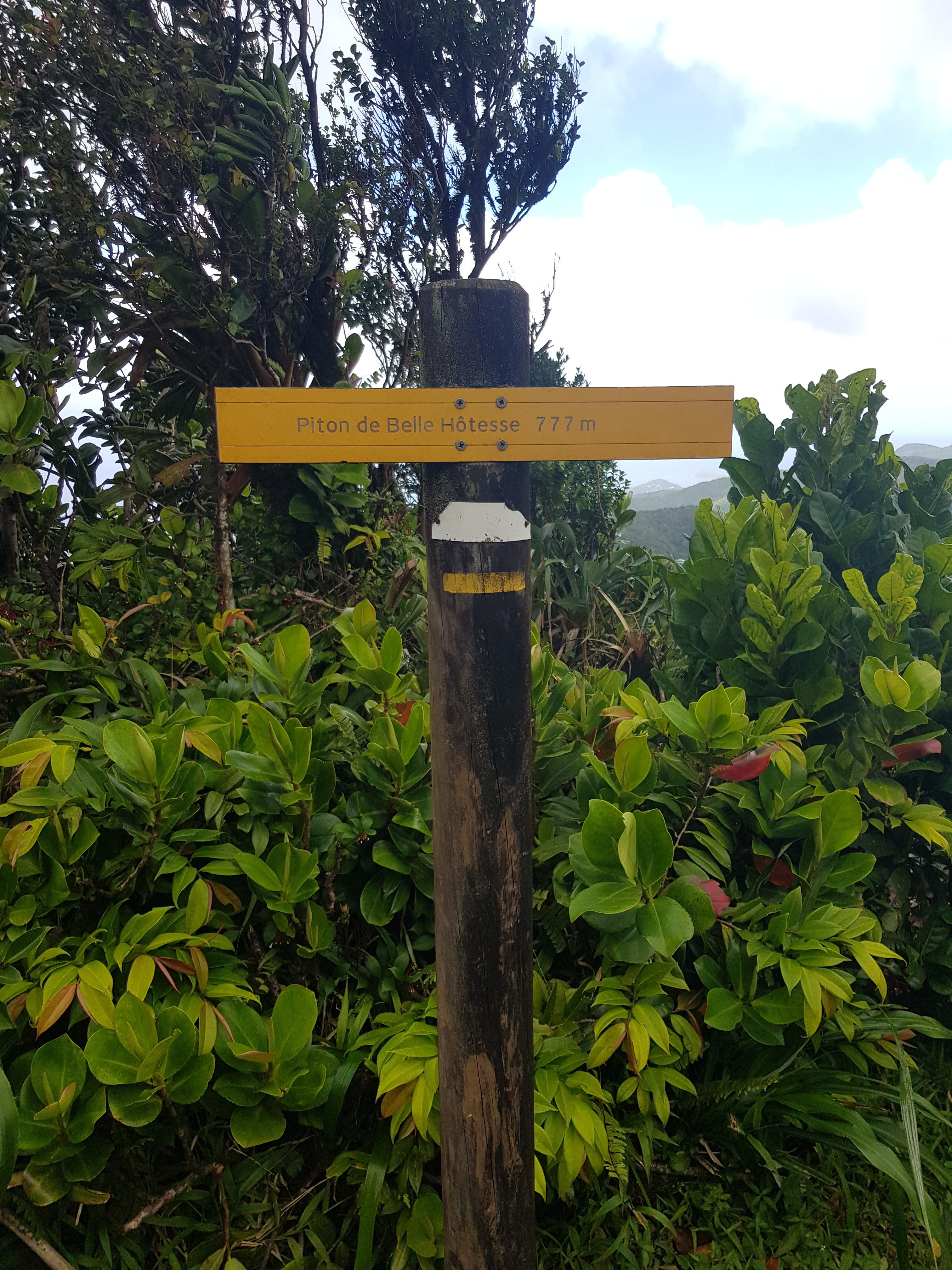
Panneau indiquant le sommet. La mesure de 777 m, relevée en 1954, a évolué.
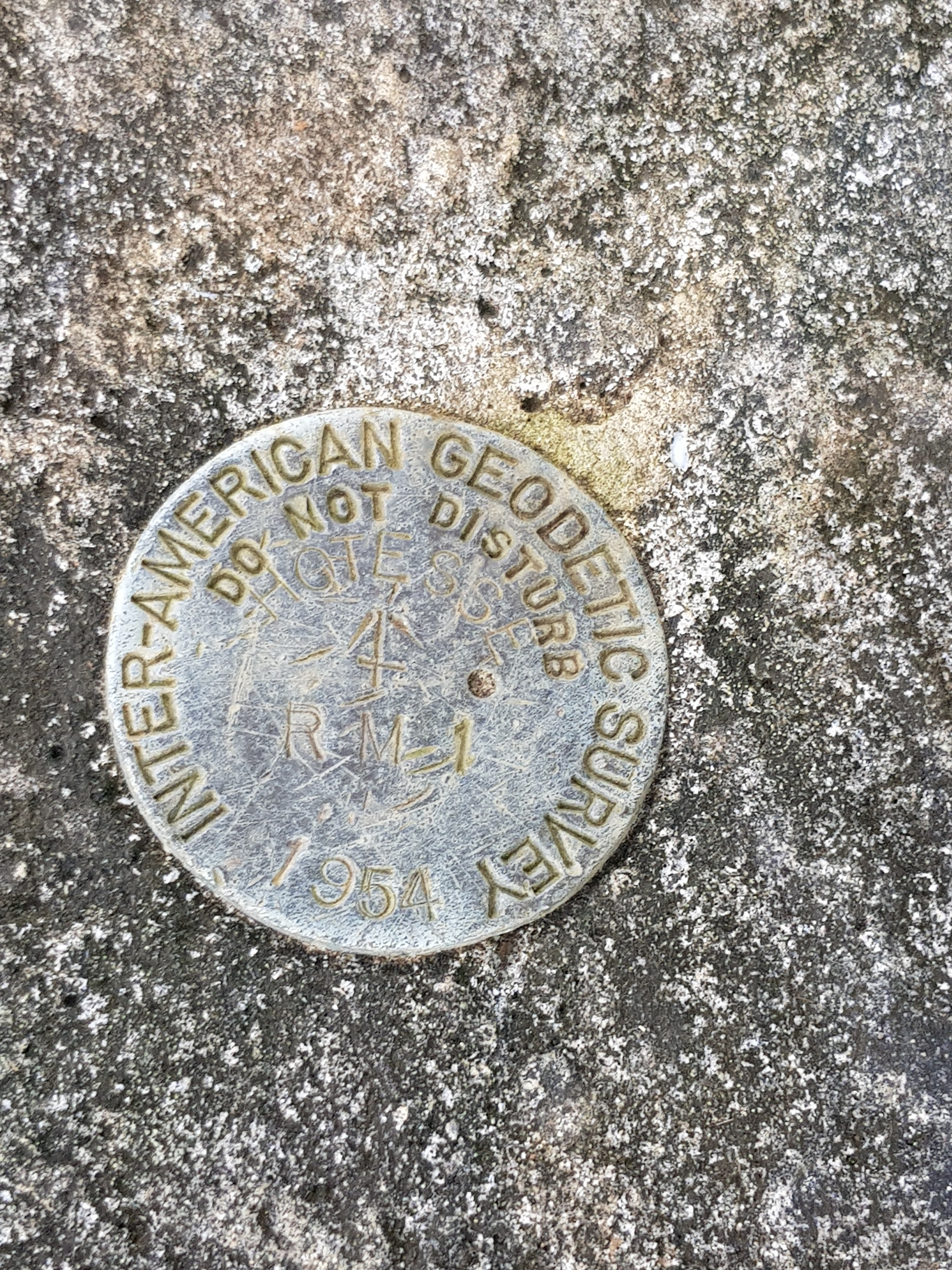
Borne géodésique de 1954 marquant le sommet de Belle-Hôtesse.
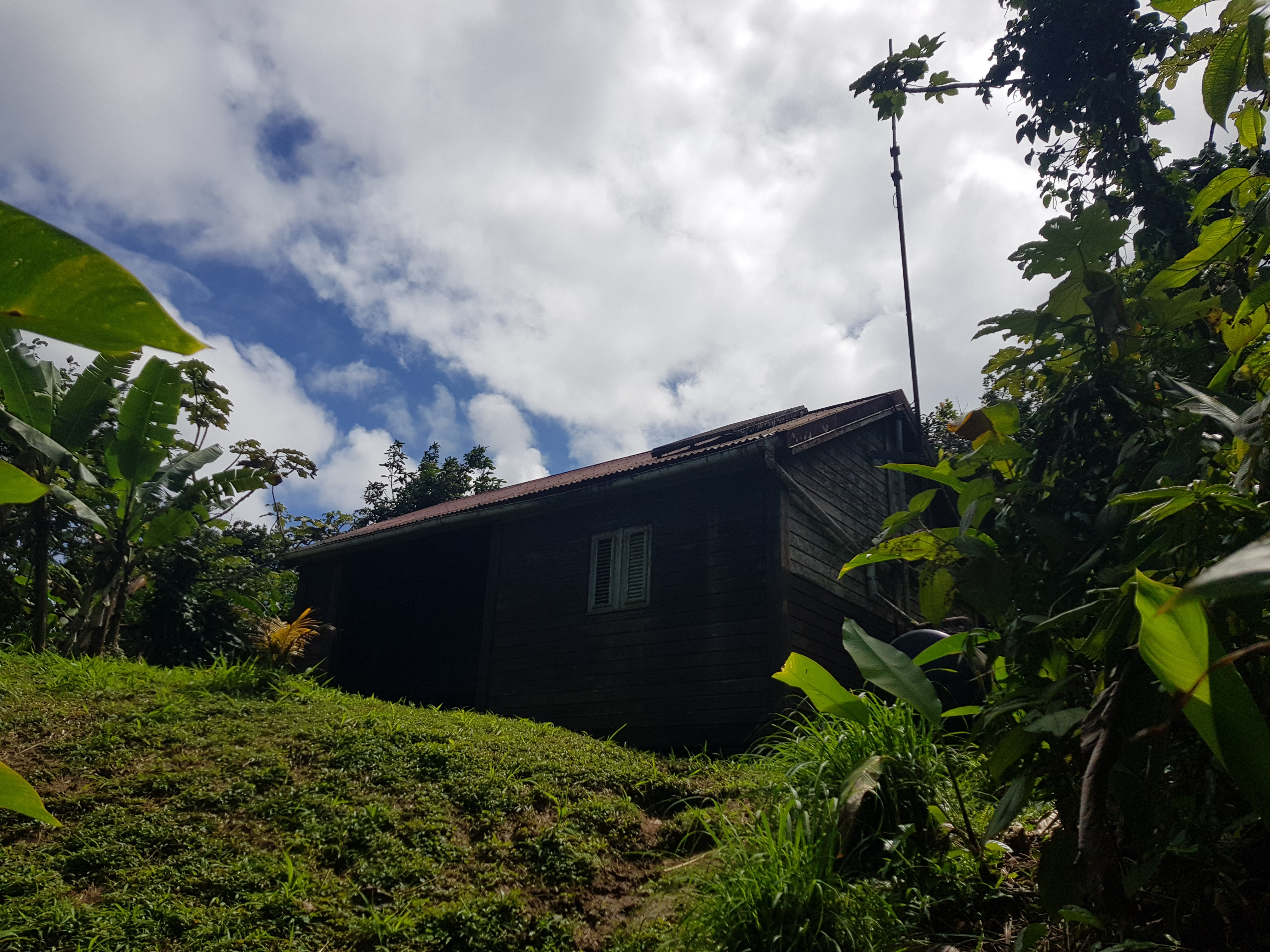
Refuge de Belle-Hôtesse.
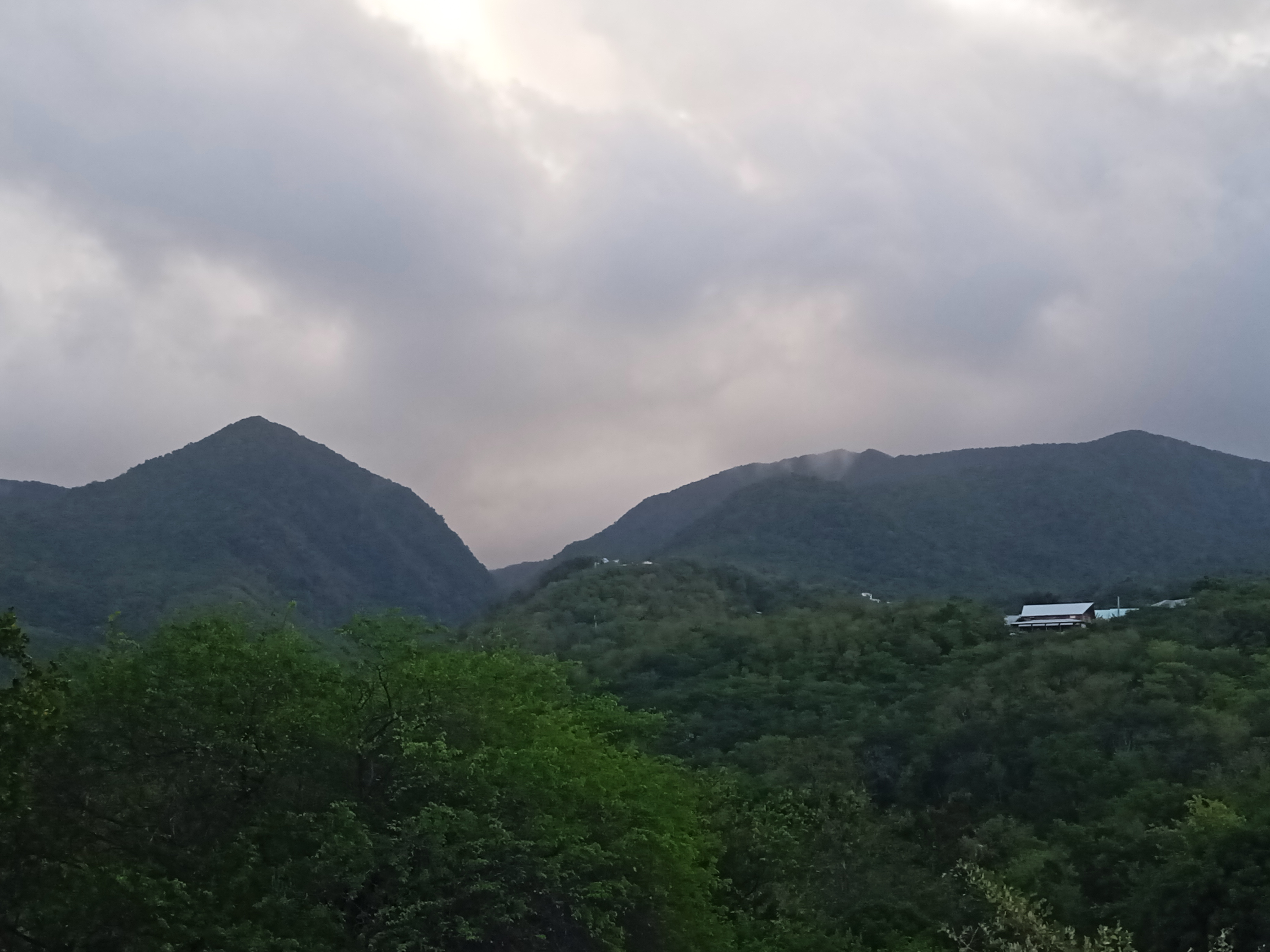
Piton Baille-Argent et Belle-Hôtesse par le hameau de Baille-Argent.